# Église Saint-Vincent-de-Paul de Magnet

L'église Saint-Vincent-de-Paul de Magnet est une église catholique française située à Magnet, dans le département de l'Allier.

## Localisation
Le bâtiment est situé au nord-est de Vichy, au centre de Magnet, village de la Limagne bourbonnaise.

## Description
Cette église romane date de la fin du 12e siècle ; elle comporte des détails qui la rapprochent de l'art roman auvergnat. Elle est dotée de deux hauts pignons surélevés, d'une nef et de deux travées latérales qui font office de chapelles. L'église a un plan longitudinal et se termine par un chevet plat. Le clocher, de forme octogonale, est placé au niveau de la croisée du transept. Les vitraux ont été restaurés en 1994.

## Historique
L'édifice a été construit à la fin du 12e siècle